# Convento de Santo Domingo (Archidona)

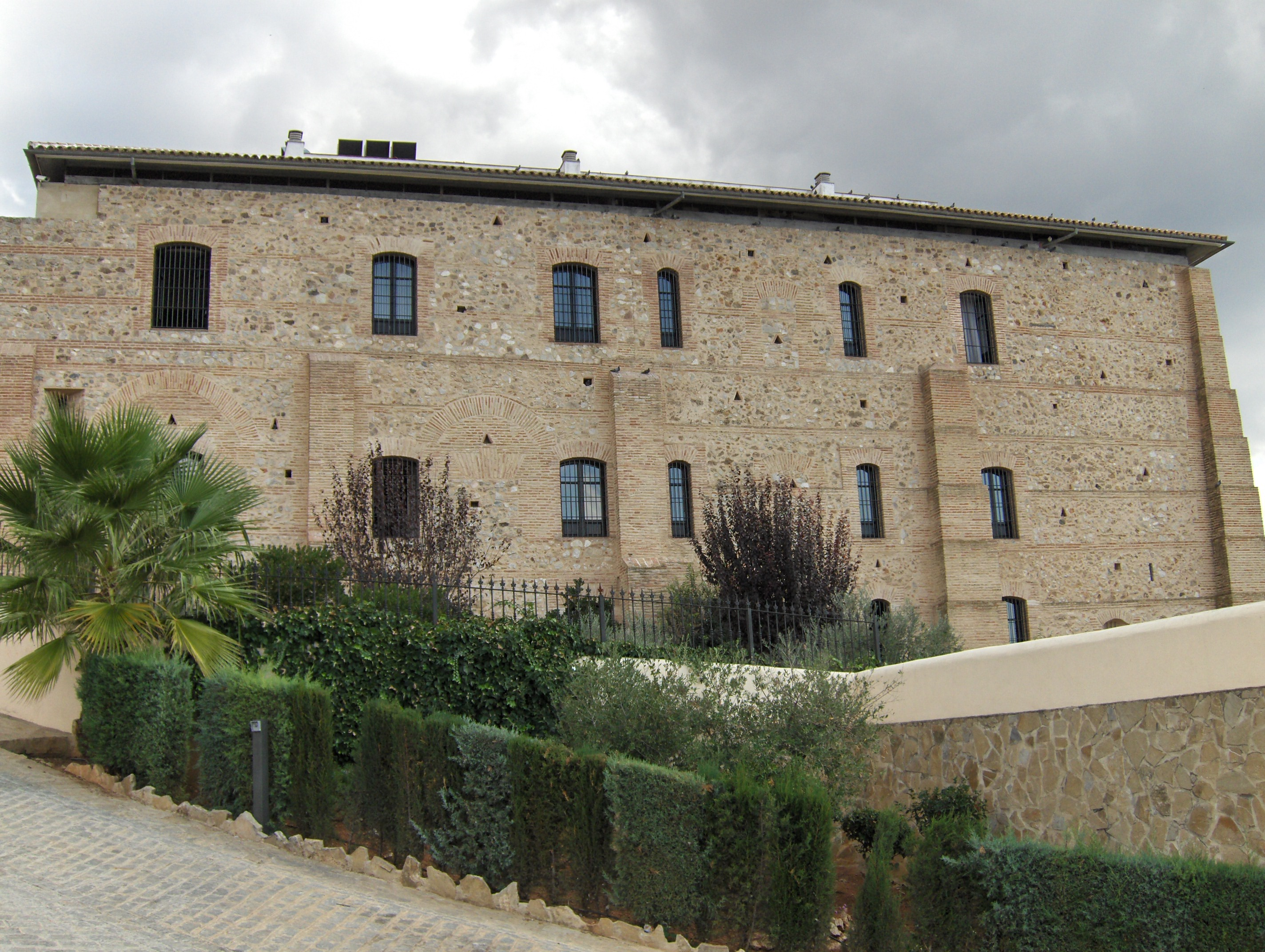
Fachada trasera del convento de Santo Domingo.

El antiguo convento de Santo Domingo fue un convento dominico español fundado en el municipio de Archidona, en la provincia de Málaga. Está situado a la entrada de la ciudad por suroeste, en un terreno elevado desde donde se domina gran parte de la vega de Archidona. En 2004 fue convertido en escuela de hostelería, siendo la iglesia utilizada para salón de actos y donde se celebra anualmente la Muestra de cine andaluz y del Mediterráneo.
Era el convento más antiguo de la villa y el único inmueble de estilo renacentista. Fue fundado por el Conde de Ureña en 1531, con el objetivo de evangelizar a la población archidonesa, que en ese año, aún mantenía un importante sustrato morisco. El edificio fue oficialmente bendecido en 1547 y seguidamente ocupado por la orden de los dominicos.
Organizado en torno a un patio central, tiene una sobria portada al estilo dominicano. La iglesia del convento es de una sola nave y el presbiterio, de planta cuadrada, siguiendo el esquema gótico-mudéjar muy extendido en la provincia de Málaga, como por ejemplo en la iglesia de Santa María la Mayor de Vélez-Málaga.